# Matija Gregurić
Matija Gregurić (Croacia, 17 de septiembre de 1996) es un atleta croata especializado en la prueba de lanzamiento de martillo, en la que consiguió ser campeón mundial juvenil en 2013.

## Carrera deportiva
En el Campeonato Mundial Juvenil de Atletismo de 2013 ganó la medalla de oro en el lanzamiento de martillo, llegando hasta los 79.38 metros que fue su mejor marca personal, superando al bielorruso Pavel Paliakou (plata con 79.02 metros) y al australiano Matthew Denny.